# Glycinde bonhourei
Glycinde bonhourei är en ringmaskart som beskrevs av Gravier 1904. Glycinde bonhourei ingår i släktet Glycinde och familjen Goniadidae. Inga underarter finns listade i Catalogue of Life.